# Giorgio Michetti
Giorgio Michetti (Viareggio, 7 dicembre 1912 – Viareggio, 17 giugno 2019) è stato un pittore, disegnatore, illustratore, grafico, scultore ed incisore italiano.

## Biografia
Nacque a Viareggio il 7 dicembre 1912 da Ulisse, di professione farmacista, e Margherita Giberti, entrambi della stessa città. Condivise la sua adolescenza con altri viareggini destinati al successo: lo scrittore Mario Tobino e lo scenografo Luciano Zacconi (figlio di Ermete Zacconi). Il suo  interesse per la pittura convinse i genitori a fargli frequentare il Liceo Artistico e  Accademia di belle arti interrompendo gli studi.
Allievo dei maestri Ferrazzi, Capogrossi, Vagnetti, Calcagnadoro e Cambellotti.
Nel 1929 allestì, a soli 17 anni, la sua prima mostra, nella sala del comune di Castiglioncello, ed ebbe fra i visitatori Luigi Pirandello.
Dopo essersi sposato con Laura Veronesi, viareggina, ebbe tre figli: Maria Franca, Claudio e Simonetta. Giorgio rimase poi vedovo in seguito alla morte di Laura avvenuta a causa di una malattia.
Agli anni Trenta risale anche la sua prima esperienza come costruttore nel Carnevale di Viareggio, quando presenta il bozzetto (regolarmente approvato) della maschera "Taddeo e Veneranda". Ma il giovane e ancora inesperto Michetti non è ancora molto pratico della tecnica con cui vengono realizzate in quegli anni le maschere: così il mascherone diventa così pesante che non riesce a sfilare. Il debutto vero e proprio nel mondo del Carnevale di Viareggio è comunque soltanto rinviato a dopo la seconda guerra mondiale. 
La guerra di Etiopia e la seconda guerra mondiale condizionarono le sue scelte e per un  lungo periodo si occupò d'illustrazione e di grafica pubblicitaria. Continuò tuttavia a dipingere e a frequentare gli altri artisti di Viareggio: Renato Santini, Danilo Del Prete, Mario Marcucci, lo scultore Alfredo Morescalchi e lo scrittore Silvio Micheli. Partecipò a diverse collettive con ottimi risultati.
Nel 1962 decise di dedicarsi interamente alla pittura e a tale scopo si trasferì a Milano. Il suo linguaggio pittorico basato, in particolare, sulla riscoperta della tecnica dell'affresco, lo portò presto ad eseguire importanti opere pubbliche oltre a ricevere il plauso della critica per le sue mostre.
Giorgio Michetti si risposò il 5 dicembre 1963 al Palazzo Marino di Milano, con Liliana Rizzatto, appassionata d'arte e figlia di un fabbro triestino. Giorgio conobbe Liliana durante il servizio militare quando venne mandato ad ispezionare il luogo di lavoro del padre di Liliana e per entrambi fu un secondo matrimonio.  
Con l'aiuto di Liliana, Giorgio fece il catalogo di tutte le sue opere. Liliana però morì, anch'ella a causa di una grave malattia.
La prima esposizione di successo si tenne a Lugano in Svizzera presso la Galleria Dante, nel 1966. Seguiranno, nell'arco della lunga vita d'artista, mostre personali in Italia e in altre nazioni, la più grande delle quali nuovamente in Svizzera: contava sull'esposizione di 320 opere pittoriche.
All'età di 104 anni decise di realizzare una serie di video su YouTube per insegnare a dipingere e amare l'arte; realizzò in totale 16 video lezioni.
Michetti è morto il 17 giugno 2019, nella sua casa di Viareggio, all'età di 106 anni.

## Mostre personali
- 1929 - Castiglioncello, Sala del Comune.
- 1966 - Lugano, Galleria Dante.
- 1967 - Locarno, Galleria Locarno - Cernusco s/Naviglio, Galleria Nuova Esp. Padana.
- 1968 - Grado, Sala Azienda Soggiorno - Serravalle Sesia, Minigalleria dell'Estate Valsesiana - Como, Sala del Corriere della  Provincia.
- 1969 - Milano, Galleria dei Centro Valori - Novara, Salone del Broletto - Siena, Galleria La Mossa.
- 1970 - Treviso, Galleria Mignon - Arezzo, Galleria «7 di Quadri» - Napoli, Galleria Duccio.
- 1971 - Siena, Galleria Jacopo della Quercia - Roma, Galleria Battaggia all'Eliseo.
- 1972 - Imperia, Galleria Civica «Il Rondò» - Toscolano Maderno, Galleria. «Sede» (ospite d'onore).
- 1973 - Seregno, Galleria «Gi3».
- 1974 - Breganzona Lugano, Galleria «Cascina» - Milano, Galleria «II Mercante» - Brindisi, Galleria Centrarle Falanto - Firenze, Galleria Michelucci.
- 1975 - Crotone, Galleria  Zeusi - Catania, New Gallery – Firenze, Centro Cult. «A. Viviani».
- 1976 - Siena - Galleria «La Mossa» - Milano, Galleria «Comunità d'Arte S. Carlo» - Seregno,  Salone «XXIV Maggio» Patrocinata dal Comune.
- 1977 - Viareggio,  Storico Palazzo Paolina Bonaparte, Mostra Antologica «1928-1977» organizzata dal Comune, Assessorato alla Cultura.
- 1978 - Lugano, Galleria Elicottero - Crotone, Galleria Zeusi - Toscolano Maderno, «Club A.M.» (ospite d'onore) -  Foggia, Galleria Valleri.
- 1979 - Prato, Centro Promozionale Artistico Culturale, Mostra Antologica.
- 1980 - Lissone, Famiglia Artistica Lissonese.- St. Louis (Missouri) U.S.A,.  International Tessiner Gallery.
- 1981 - Lurate Caccivio, Galleria L'Albatro - Milano, Centro Artistico Svizzero, Mostra Antologica - Crotone, Galleria Zeusi -  Lecco, Galleria Visconti.
- 1982 - Pfàffikon/SZ, Seedamm   Kulturzentrum, Mostra Antologica 1928-1982.
- 1983 - Catanzaro, Centro d'Arte Delta - Messina, Galleria «La Meridiana».
- 1984 - Berna, Campagne Rosenberg Galerie.
- 1985 - Milano, Ripartizione Cultura e Spettacolo, Biblioteca Comunale Palazzo Sormani: opere grafiche dal 1970-1985.
- 1985 - Morcote, Lugano, Fondazione Caccia-Busca.
- 1987 - Foggia, Palazzetto dell'Arte Sala Grigia, Palazzo Dogana Galleria d'Arte Moderna e Galleria Valleri Arte, Mostra Antologica.
- 1995 - Città di Pietrasanta, Sala dei Putti, Chiostro di S. Agostino.
- 1996 - Comune di Camaiore, Villa le Pianore, Istituto Cavanis.
- 1997 - Lecce, Centro Studi Arte/Cultura e Circolo Cittadino - Napoli, Ex Refettorio di S. Lorenzo Maggiore.
- 1995 - Città di Pietrasanta, Sala dei Putti, Chiostro di S. Agostino.
- 1996 - Comune di Camaiore, Villa le Pianore  Istituto Cavanis.
- 1997 - Lecce, Centro Studi Arte/Cultura e Circolo Cittadino - Napoli, Ex Refettorio di S. Lorenzo Maggiore.
- 1998 - Massa, Palazzo Ducale.
- 2002 - Pietrasanta, Chiesa di S.Agostino
- 2002 - Seregno, Galleria Civica Enzo Mariani.
- 2012 - Lucca, Palazzo Ducale.

## Opere in collezioni pubbliche
- Palazzo Comunale, Rosignano Marittimo
- Azienda di Soggiorno, Grado
- Palazzo Comunale, Inverigo
- Galleria Civica, Marsala
- Palazzo Comunale, Seregno
- Casa Natale Pio XI, Desio
- Muzeum Narodowe, Krakovie
- Pinacoteca Comunale, Marsala
- Raccolte Civiche, Milano
- Galleria Arte Moderna e Contemporanea, Viareggio
- Museo della Marineria, Viareggio
- Raccolte della Provincia, Foggia
- Collezione Banca di Monteriggioni, Siena
- Collezione Banca di San Marino, San Marino
- Tribunale di Desio, Desio
- Chiesa Beato Andrea, Peschiera del Garda
- Palazzo Comunale, Cerro Maggiore
- Presidenza CONI, Roma
- Biblioteca Civica, Seregno
- Galleria Civica, Imperia